# Stephen A. Hurlbut
Stephen Augustus Hurlbut (29. november 1815 – 27. marts 1882), var en amerikansk politiker, diplomat og general i Unionshæren i den amerikanske borgerkrig.
Født i Charleston, South Carolina. Hurlbut læste jura og blev advokat i South Carolina i 1837. Under den 2. Seminolekrig gjorde han tjeneste som adjudant i et infanteriregiment fra South Carolina. I 1845 flyttede Hurlbut til Illinois og etablerede en advokatpraksis i Belvedere. Han var valgmand for Whig partiet ved præsidentvalget i 1848 og blev valgt til staten Illinois' Repræsentanternes Hus i 1859 og igen i 1861. 
Da borgerkrigen brød ud gik Hurlbut ind i Unionshæren og blev brigadegeneral i 1861 og generalmajor i 1862. Han kommanderede 4. division i Army of the Tennessee i Slaget ved Shiloh, den efterfølgende fremrykning til Corinth i Mississippi og Belejringen af Corinth. 
Han førte et korps under William T. Sherman i 1864 ved Meridian ekspeditionen. Hurlbut ledede efterfølgende Department of the Gulf, hvor han efterfulgte Nathaniel P. Banks og den post havde han til krigens slutning. 
Efter at være afmønstret hæren den 20. juni 1865, var Hurlbut en af grundlæggerne af veteranorganisationen Grand Army of the Republic, og han var dens commander-in-chief fra 1866 til 1868.
Han blev udpeget til ambassadør i Colombia i 1869, og der var han i 3 år. I 1872 blev Hurlbut valgt til Repræsentanternes Hus som Republikaner fra Illinois. I 1874 opnåede han genvalg, men blev besejret i 1876. I 1881 blev han ambassadør i Peru, og han forblev i Lima indtil sin død. Han og hans kone er begravet sammen på Belvidere Cemetery, Belvidere, Illinois.